# Демченко, Яков Григорьевич
Яков Григорьевич Демченко (8 октября 1842, Деньги, Полтавская губерния — 1 февраля 1912) — русский общественный деятель, публицист, журналист. Отец Всеволода Яковлевича Демченко.

## Биография
Принадлежал к полтавскому дворянству, родился 8 октября 1842 года в селе Деньги, Золотоношского уезда Полтавской губернии (ныне — Золотоношский район, Черкасская область).
Образование получил в Первой киевской гимназии и на юридическом факультете Киевского университета Святого Владимира. После окончания университета 28 лет служил по судебному ведомству (мировой судья, судебный следователь) в Чигиринском уезде. По выходе в отставку поселился в своём имении в Херсонской губернии и посвятил себя публицистике.
Как публицист и общественный деятель, Яков Григорьевич Демченко выступил как убеждённый правый деятель, сторонник безусловного сохранения православно-самодержавных начал. Свои статьи и обзорно-полемические работы он помещал в правой периодике — «Киевлянине», позже некоторое время сотрудничал в «Киеве». Многие его работы впоследствии выходили отдельными оттисками и брошюрами.
Им был впервые предложен проект переброски части стока Оби и Иртыша в бассейн Аральского моря в 1868 году. Первоначальный вариант проекта он предложил в своём сочинении «О климате России», когда учился в седьмом классе 1-й Киевской гимназии, а в 1871 году издал книгу «О наводнении Арало-Каспийской низменности для улучшения климата прилежащих стран» (второе издание которой вышло в 1900 году).
Умер 1 февраля 1912 года.

## Монархизм, украинофильство и антисемитизм
Яков Демченко проявил себя как горячий и безусловный сторонник сохранения самодержавия и проведения в жизнь «национальных основ», которые понимал в черносотенным смысле. При этом он занимал своеобразную позицию по «украинскому вопросу». Он не только не признавал украинофильство «антигосударственным движением», но и подчёркивал полное право земляков на сохранение своего языка, быта, исторического наследия. По его мнению, поскольку основные духовные ориентиры у великороссов и малорусов общие, обвинения украинофильства в сепаратизме были беспочвенны. Его критика централизаторской политики Санкт-Петербурга, направленной, с его точки зрения, на лишение его земляков «племенной самобытности» была подчас резкой и вызывала дискуссии с коллегами по правому лагерю.
Уже в 1910 году, выпустив отдельную брошюру «Оклеветание Шевченка некоторыми патриотами» Демченко предназначил все вырученные деньги на построение памятника Тарасу Шевченко в Киеве.
По еврейскому вопросу Яков Демченко занимал непримиримую позицию. Обилие евреев в социалистических партиях он считал проявлением общего замысла «еврейского порабощения России», веря в подлинность так называемых «скрижалей Сиона». Снятие черты оседлости он считал первым шагом «экономического и духовного порабощения русских» и полностью поддерживал основные антисемитские установки черносотенного политического лагеря.